# Harry Collison

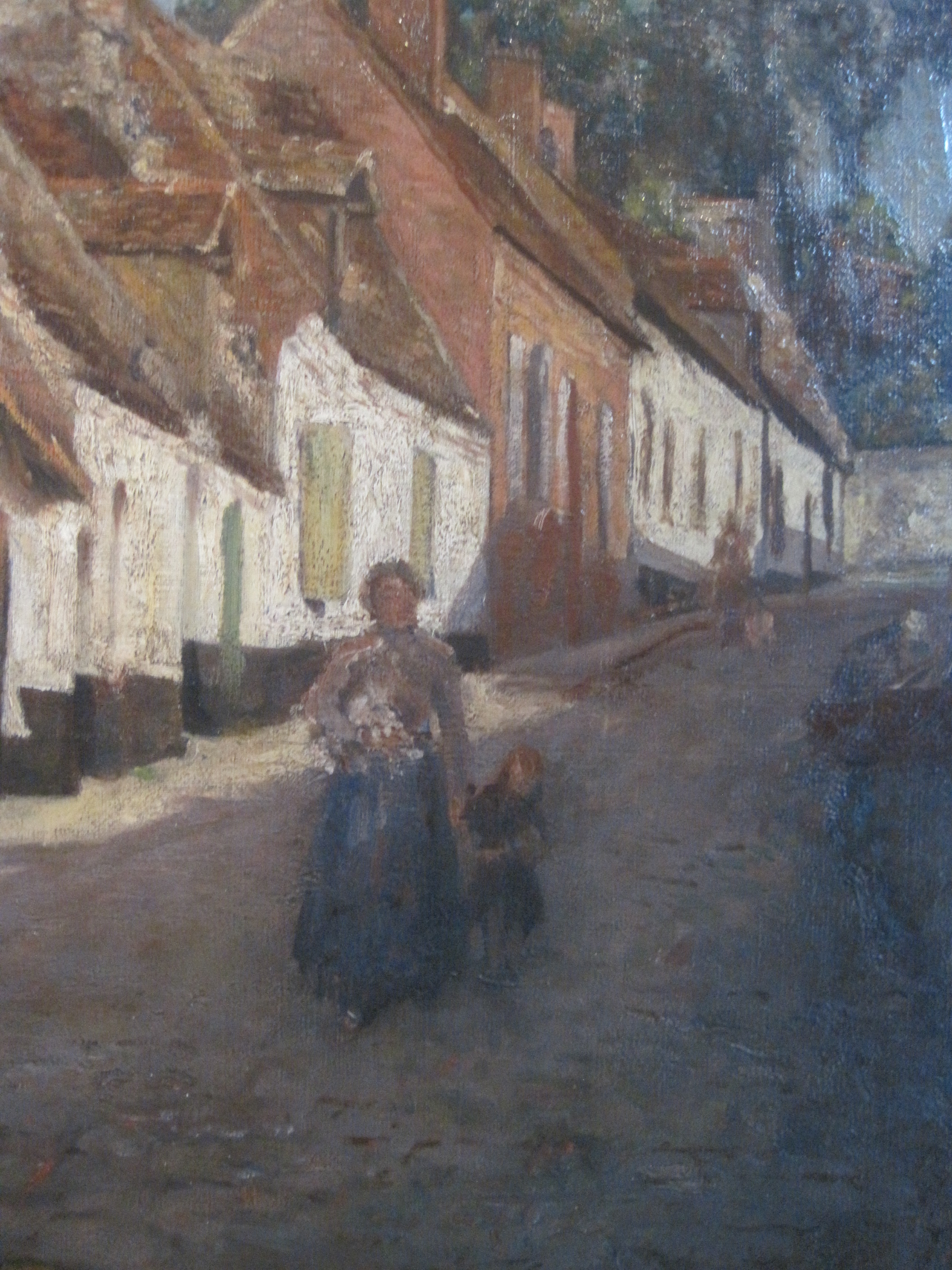
Une rue en France, 1907, par Harry Collison

Harry Collison, né le 5 mars 1868 à Wimbledon et mort à Londres le 13 décembre 1945, est un peintre et anthroposophe britannique.

## Biographie
Élève de Fernand Sabatté, Frank Brangwyn et John Macallan Swan, il obtient une mention honorable au Salon des artistes français de 1925 et y expose en 1929 les toiles Portrait de sir C. Schuster, chevalier, grand croix ordre de Bath et Portrait de l'acteur William Stock. 
En 1912, il assiste à des conférences de Rudolf Steiner à Rome et en devient un élève. Il entre alors dans la section allemande de la Société théosophique et, après la Première Guerre mondiale, fonde à Londres le groupe de travail Myrdhin, traduisant des textes de Steiner qu'il publie dans sa propre maison d'éditions. Il est aussi le cofondateur et le secrétaire-général de l' « Anthroposophical Society in Great Britain ».